# Jacek Jan Nowicki
Jacek Jan Nowicki (ur. 4 sierpnia 1921 w Warszawie, zm. 25 marca 2005 tamże) – polski architekt, urbanista, wykładowca akademicki.

## Życiorys
Syn Mariana Nowickiego i Marii Michaliny z domu Szuster. Wychował się na terenie Warszawskiej Spółdzielni Mieszkaniowej (WSM), której jego ojciec był prezesem.
Krótko przed II wojną światową rozpoczął studia na Wydziale Architektury Politechniki Warszawskiej, które kontynuował w czasie okupacji niemieckiej w konspiracji. Ukończył je w 1949 roku (promotor Barbara Brukalska). Członek OW Stowarzyszenia Architektów Polskich (od 1951). Członek TUP. 
Wykładowca na Wydziale Architektury Politechniki Warszawskiej (1945−1961), na Wydziale Architektury Politechniki Łódzkiej (1977–1987) – profesor tytularny, w Wyższej Szkole Ekologii i Zarządzania w Warszawie. Członek WKUA w Warszawie (lata 80.).
Został pochowany na cmentarzu Wojskowym na Powązkach w Warszawie (kwatera I urnowa 9–15).

## Życie prywatne
Jego żoną była Maria, z domu Lipszyc (1919–2024), redaktorka wydawnictw w oświacie rolnicznej, siostra malarki Wisny Lipszyc. 

## Ważniejsze realizacje
- Kolonia Wyspiańskiego z placem Henkla w Warszawie (1952) – współautor Bogusław Karczewski;
- Kolonia „Śmiała” w Warszawie (ok. 1953);
- Budynek mieszkalny przy ul. Filareckiej 3 (VI kolonia Warszawskiej Spółdzielni Mieszkaniowej „Żoliborz Centralny”) w Warszawie;
- Osiedle „Serek Żoliborski” w Warszawie (1956–58);
- gmach Dzielnicowej Rady Narodowej „Północ” w Warszawie (obecnie Urząd Dzielnicy Żoliborz) (1958–59);
- Spółdzielczy Dom Handlowy „Merkury” w Warszawie (1960–64):
- Osiedle „Zatrasie” w Warszawie (1960–68) – współpraca: T. Fiećko, W. Materski, J. Osuchowski;
- Pasmo Ursynów-Natolin – generalny projektant.

## Publikacje
- Kształtowanie środowiska – Architektura i urbanistyka w perspektywie przełomu stuleci (2001),
- Środowisko mieszkaniowe II – Osiedla warszawskie – projekty – doświadczenia XX wieku (2003).

## Członkostwo
- Wiceprezes SARP (1961–63, 1965–72),
- Rzeczoznawca SARP,
- Członek Sekcji Architektury Mieszkaniowej SARP,
- Członek Komisji Mieszkalnictwa UIA,

## Odznaczenia
- Krzyż Oficerski Orderu Odrodzenia Polski (1969),
- Krzyż Komandorski Orderu Odrodzenia Polski (1981),
- Złota Odznaka SARP (dwukrotnie – 1954, 1964),
- Brązowa Odznaka SARP (1958),
- Srebrna Odznaka SARP (1960).